# Alexine Tinne

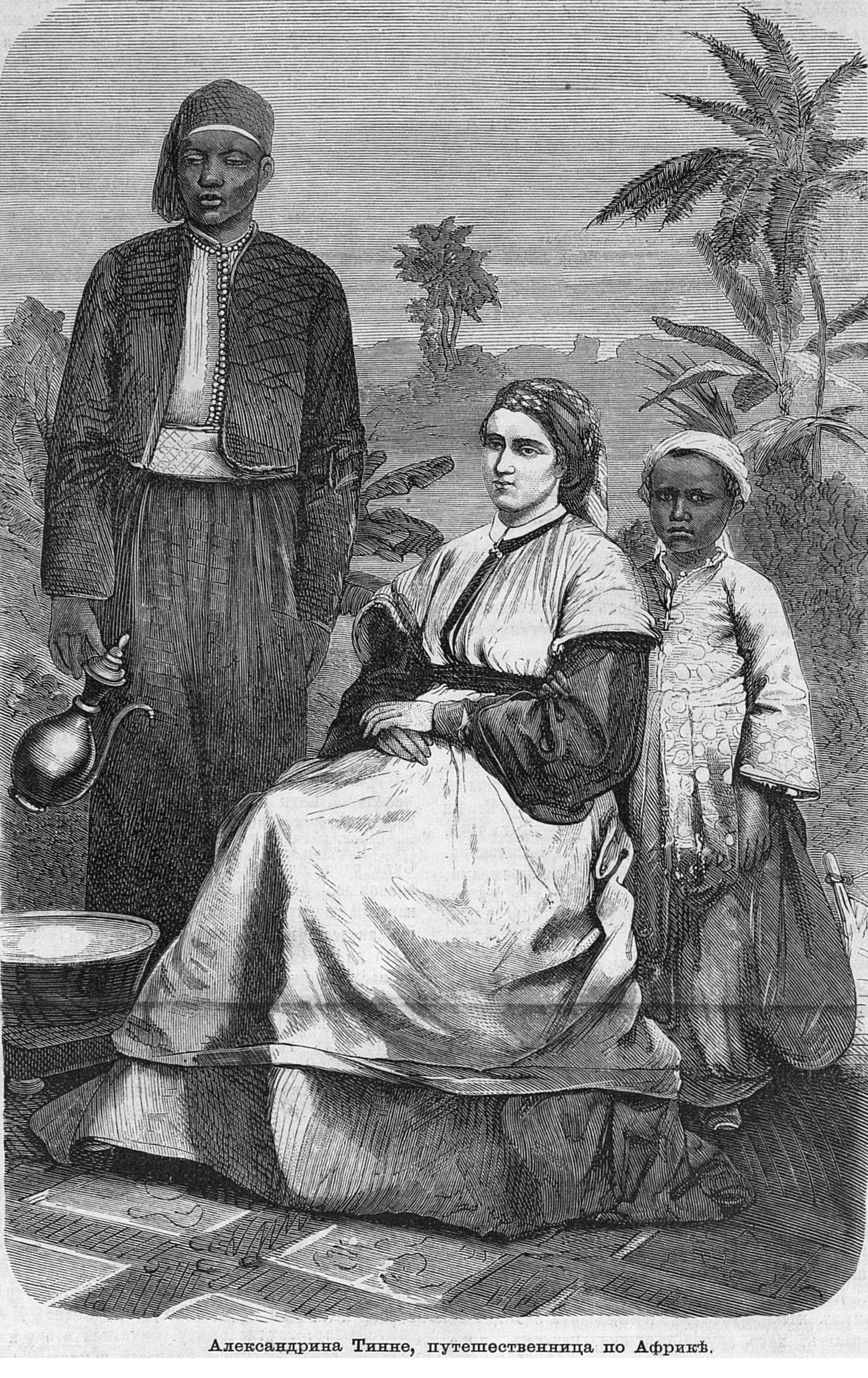
Alexine Tinne v Africe

Alexandrine „Alexine“ Pieternella Françoise Tinne (17. října 1835 Haag – 1. srpna 1869 poblíž Ghat, Libye) byla nizozemská průzkumnice, která jako první západní žena pronikla do střední Afriky v letech 1862 a 1863 a poté v roce 1868 / 69 jako první západní žena cestovala daleko na Saharu. Byla také první důležitou fotografkou v Nizozemsku. V létě 1860 a v zimě 1860/61 pořídila 40 velkoformátových fotografií míst v Haagu a interiéru jejího domu na Lange Voorhout.
Světové muzeum v Liverpoolu uchovává důležitou sbírku etnografických předmětů ze střední a severní Afriky.

## Životopis
Když se narodila Alexine Tinne, její bohatí rodiče žili na adrese Herengracht č.p. 17 v Haagu. Byla dcerou Philippa Frédérica Tinneho (1772–1844) a jeho druhé manželky Henrietty Marie Louisy van Capellen (1796–1863), nejstarší dcery viceadmirála Jhr. Theodora Frederika van Capellena (1761–1824). Z prvního manželství svého otce měla dva nevlastní bratry. Alexandrinina rodina zbohatla na západoindickém cukru, ale život na Lange Voorhout v Haagu byl pro ně příliš represivní. „Díky bohu, že jsem alespoň na svobodě,“ povzdechla si v jednom ze svých cestovních dopisů.

### Cesty
Krátce po smrti svého otce se Alexine vydala na dlouhé cesty se svou matkou Henriëttou. Nejprve v Evropě, ale v roce 1855 odjeli poprvé do Egypta. Tam se zdržely dva roky a navštívili také Libanon, Sýrii a Palestinu. Poté se vrátili do Haagu, ale přesto ještě podnikly výlety do Anglie, Německa a Ruska. Poté se vrátity zpět do Egypta.
V roce 1862 opustila s matkou Káhiru na lodi, aby prozkoumala horní tok Nilu. Cestovali s ní také Adrienne Steengracht (Henrietina sestra) a čtyři služebníci. Během této cesty prozkoumala Nil až k jižnímu Súdánu. Dne 4. dubna 1862 skupina dorazila do Chartúmu. O měsíc později se přesunuli dále na jih. Henriette a Alexine poté podnikly cestu znovu, když se k rozšířené skupině turné přidal německý průzkumník Theodor von Heuglin. Adrienne zůstala v Chartúmu déle než čtrnáct měsíců. Poté, co se matka a dcera vrátily, Henriette zemřela. V červenci 1864 opustily Chartúm a vrátily se do Káhiry, aby připravily další cestu.
Během této expedice byly prvními ženami ze Západu, které pronikly do střední Afriky. Alexine je také považována za první ženu ze Západu, která se dostala tak hluboko do Sahary. Na cestu si vzaly potřebné věci. Například karavan jejich expedice sestával ze 102 velbloudů a 32 kufrů nábytku dovezených z Haagu, včetně zrcadel, železných postelí, rytin, svícnů a Alexandriných pěti psů, kteří leželi ve speciálních koších visících na velbloudech. Alexine měla přenosnou postel s baldachýnem a její matka pohodlné křeslo. Každý měl dvanáct zaměstnanců, kteří je přepravovali ve čtyřčlenných týmech. Jak to popsala v dopise k odchodu v roce 1862: „V okamžiku odjezdu, který nelze srovnávat s ničím jiným než s exodem dětí Izraele, vám chci napsat slovo na rozloučenou, než se vezme poslední stůl.„
Ornitolog Theodor von Heuglin uvedl, že ho životní režim žen nesmírně rozčiloval: odmítaly brzy vstávat a jejich nesmírná zavazadla způsobovala neustálá zpoždění.
Ačkoli měla Alexine potřebné služebníky a o domorodých obyvatelích Afriky hovořila jako o „divoších“, byla otevřeně proti obchodu s otroky a systematickým zvěrstvům, s nimiž se setkala. Napsala: „Neboť pokud v této zemi existuje něco hříšnějšího než divoši, jsout to Evropané a obchodníci. Jakmile jsou na Nilu, považují sami sebe nad všechny božské a lidské zákony. Okrádají, zabíjejí a dělají, co jim přijde na mysl. “ Koupila několik otroků a pak byla pobouřena, že sama byla později obviněna z otrokářství.
V roce 1869 cestovala z Alžíru přes Saharu. Její konvoj napadli Tuaregové. Tinne byla zavražděna dvěma ranami mečem a výstřelem. Zemřela ve věku 33 let na ztrátu krve.
Její život byl zfilmován v roce 2007 pod názvem Like a Fly to the Flame pod vedením Barbary Hanlo.

## Trivia
- V dubnu 2013 PostNL vydala známku Alexine Tinne a pěti dalších zajímavých žen z holandské historie v souvislosti s vydáním knihy (a výstavy) 1001 žen.
- Epizody série VPRO O'Hanlons Helden z 1. a 8. prosince 2013 byly věnovány Alexine Tinne.

## Galerie

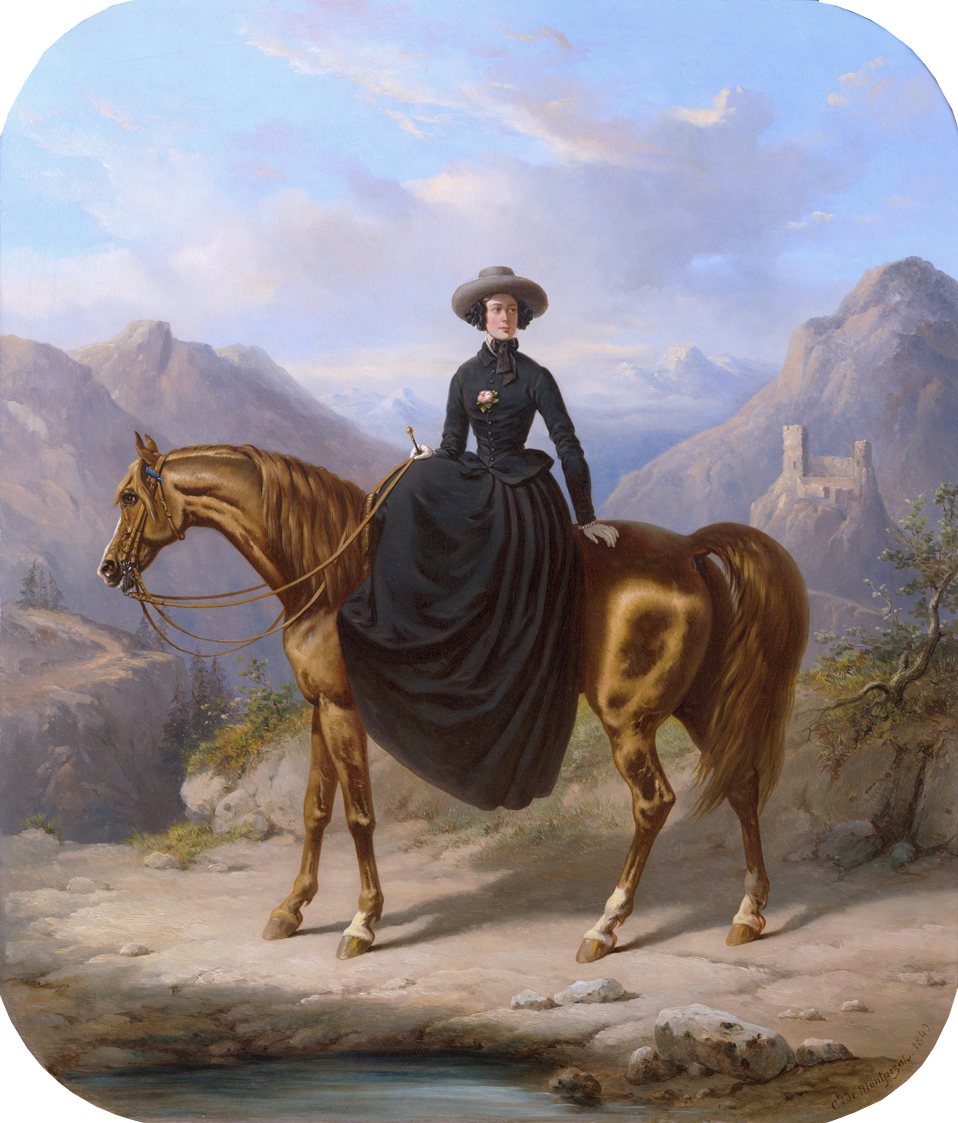
Alexine Tinne od Henri d'Ainecy Montpezat (1849). Sbírka Haagského historického muzea
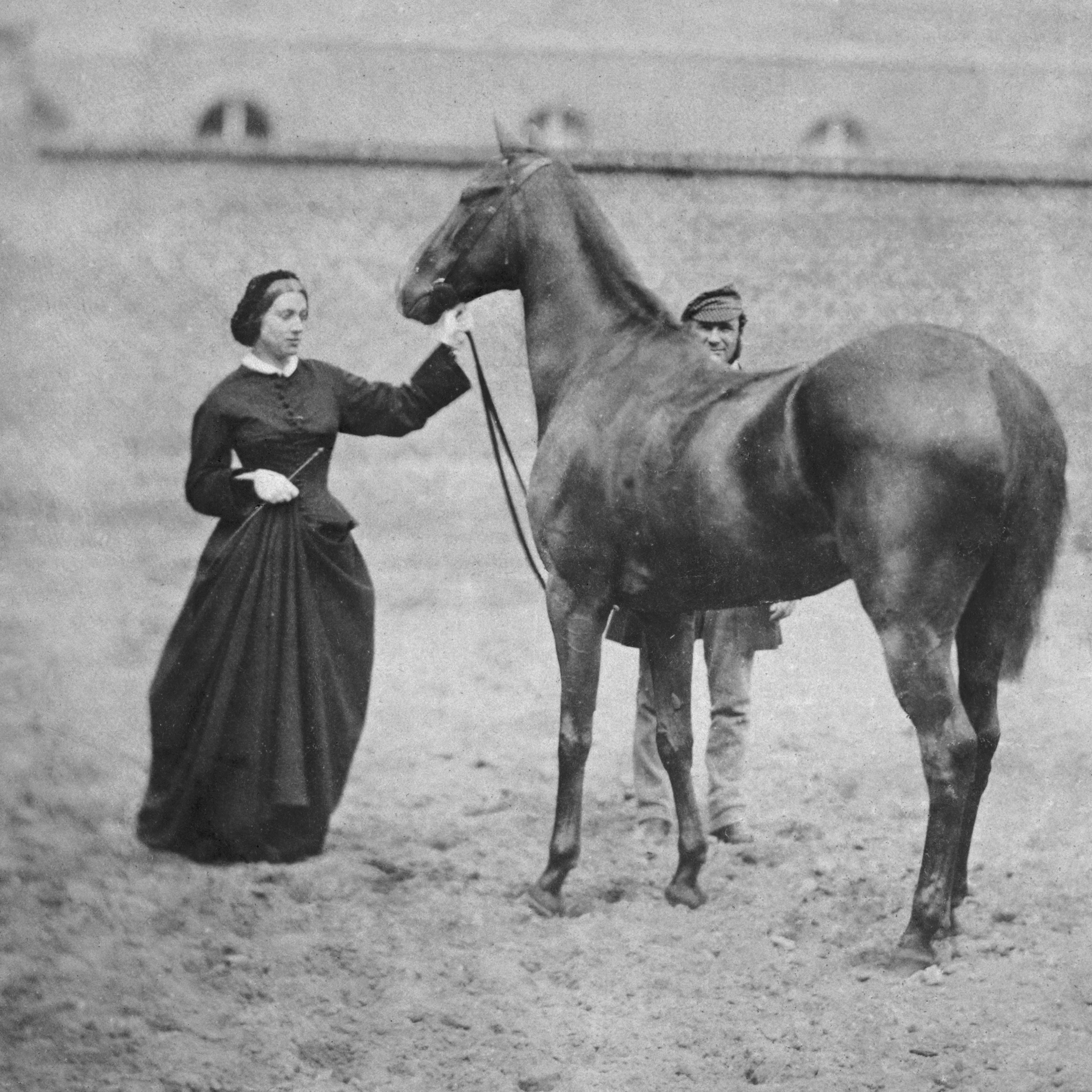
Alexine Tinne v Haagu (c. 1860) (Sbírka národního archivu)
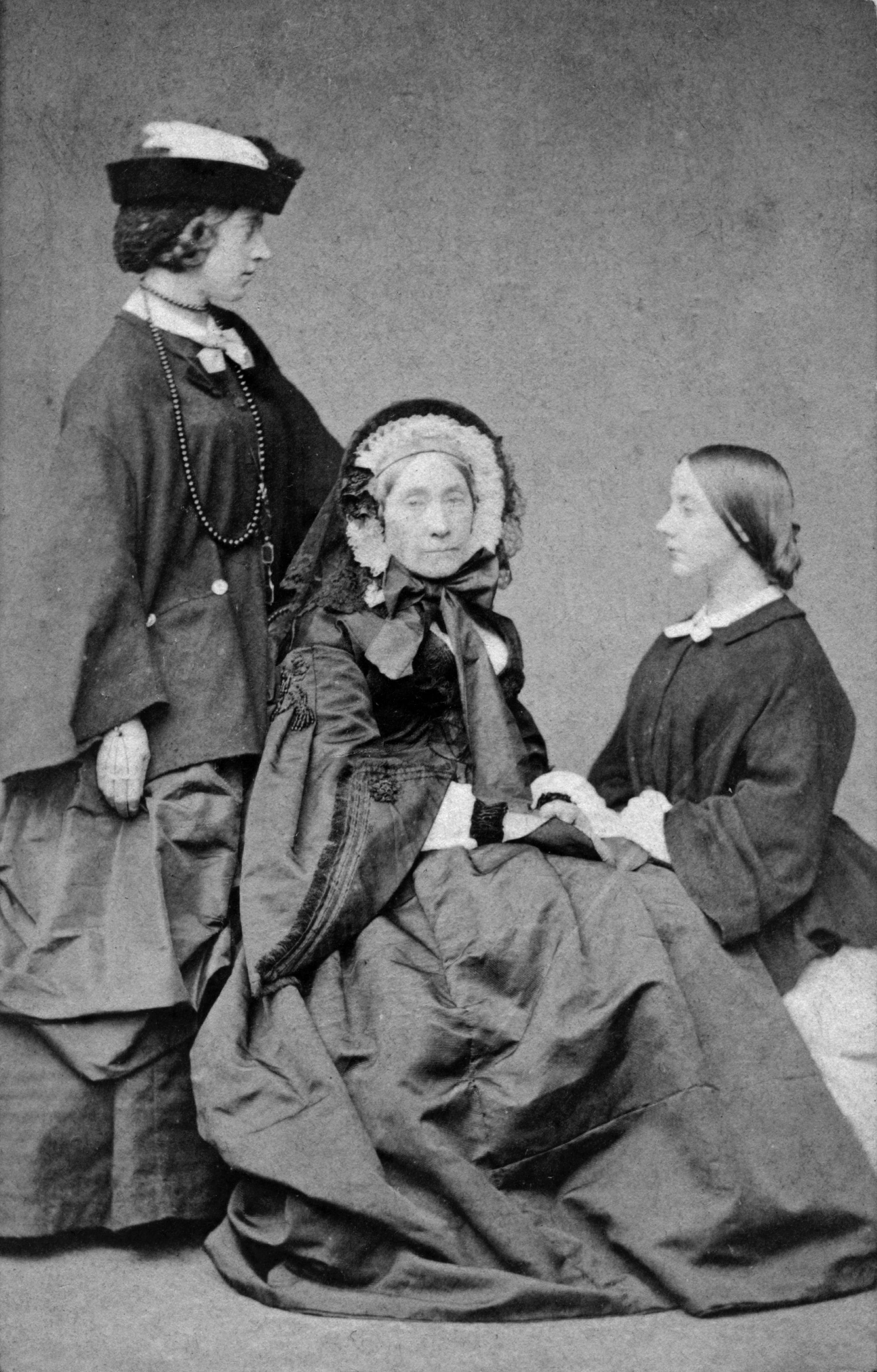
Alexine Tinne a rodina, foto Robert Bingham, asi 1860. (Sbírka RKD)
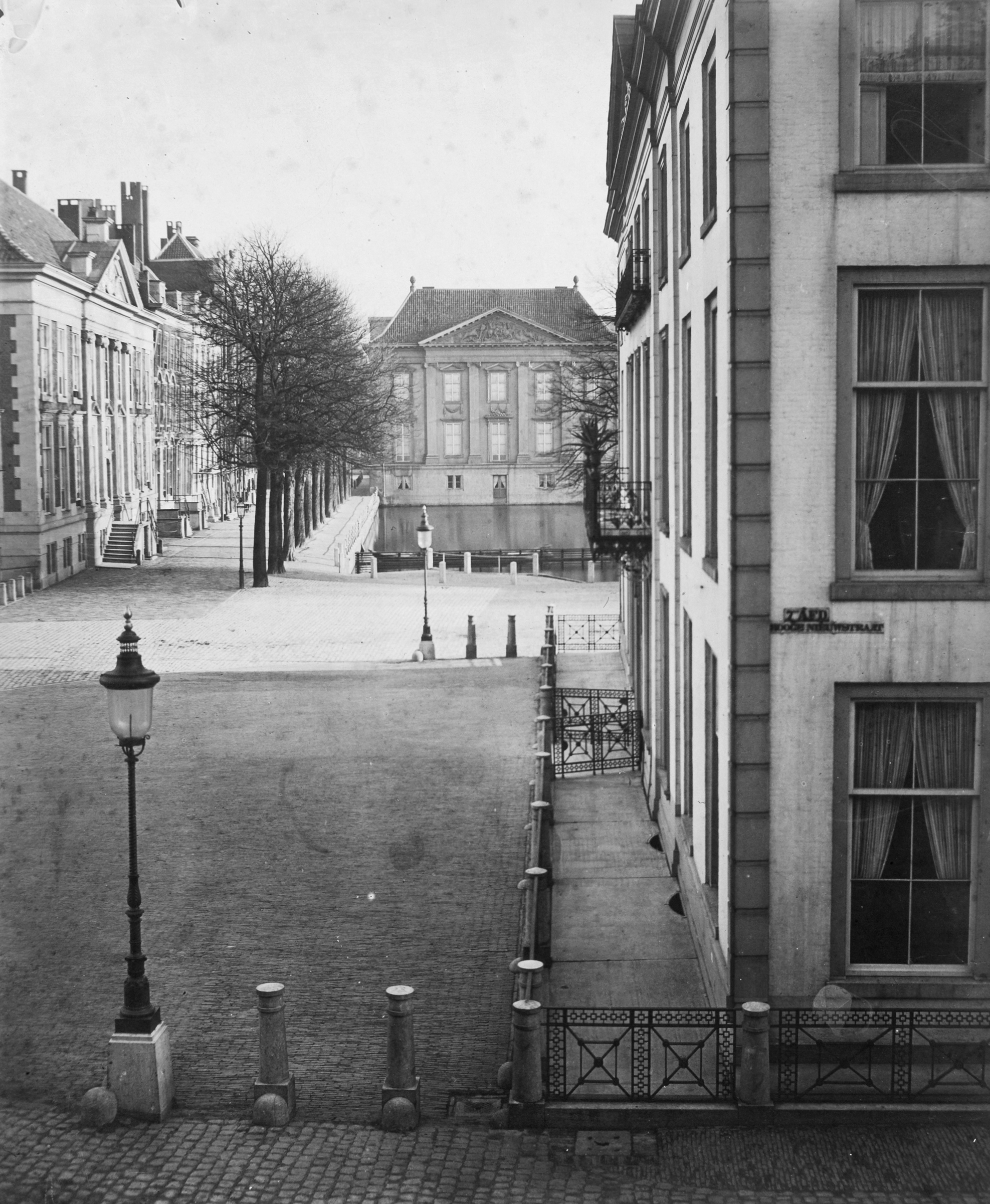
Tournooiveld v Haagu, foto Alexine Tinne. (Sbírka městských archivů v Haagu)
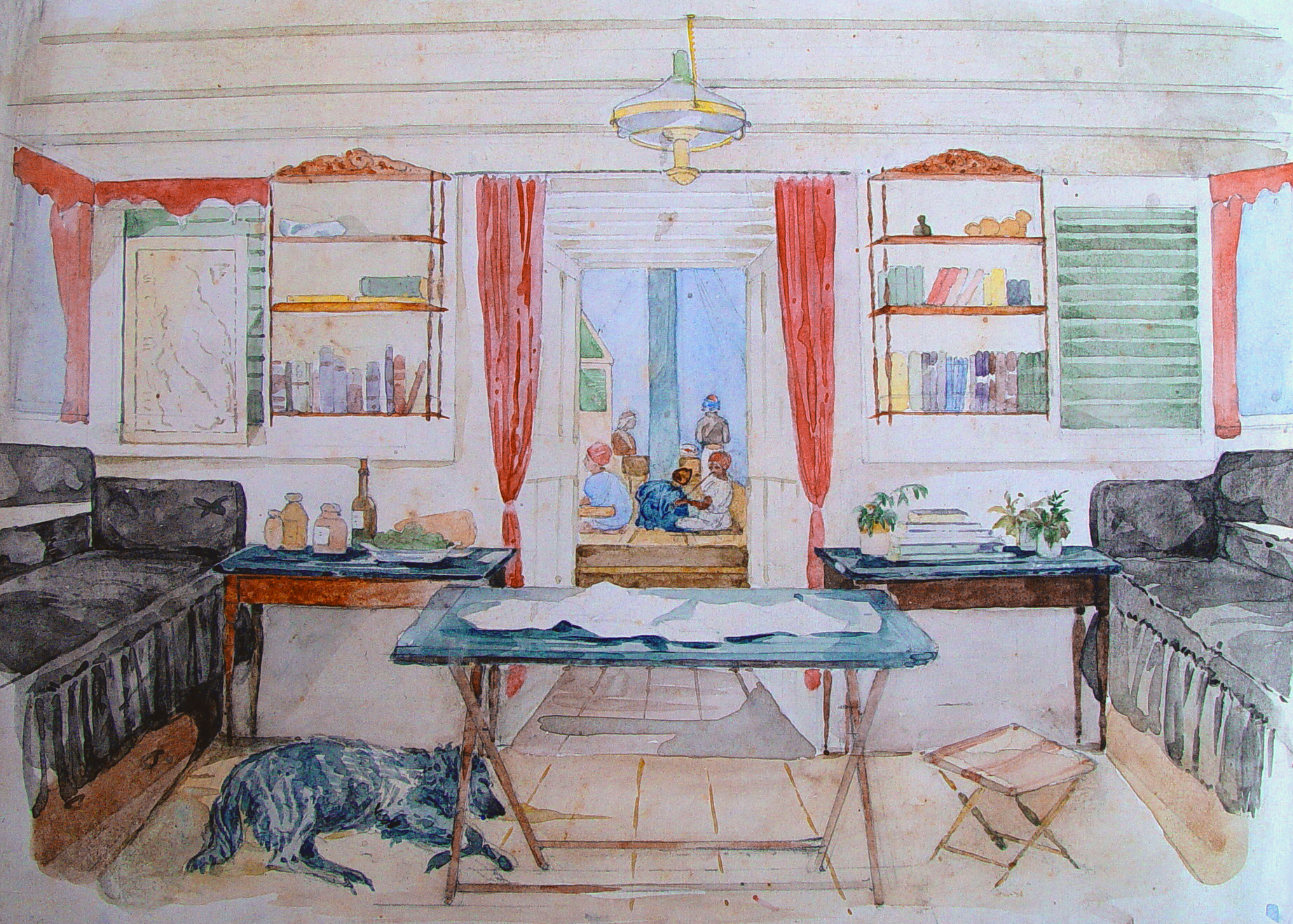
Místnost v Bejrútu, kresba Alexine Tinne. (Rodinný archiv)